# Carreira (Barcelos)
Carreira ist ein Ort und eine ehemalige Gemeinde (Freguesia) im nordportugiesischen Kreis Barcelos. Die Gemeinde hatte 1451 Einwohner (Stand 30. Juni 2011).
Im Zuge der Gebietsreform am 29. September 2013 wurden die Gemeinden Carreira und Fonte Coberta zur neuen Gemeinde União das Freguesias de Carreira e Fonte Coberta zusammengefasst. Carreira ist Sitz dieser neu gebildeten Gemeinde.